# Giovanni Ferraro
Giovanni Ferraro (Roma, 17 febbraio 1930 – Ferrara, 22 febbraio 2013) è stato un calciatore e allenatore di calcio italiano, di ruolo centromediano.

## Carriera

### Giocatore
Cresce calcisticamente in alcune squadre minori della capitale ed approda al Chieti nei primi anni cinquanta in Serie C.
Nel 1953 passa al Napoli in Serie A da Achille Lauro. Qui non trova spazio ed esordisce solo nella primavera del 1954, con precisione il 9 maggio, contro la Roma. In tutto 3 partite in quel campionato e quindi l'addio agli azzurri con destinazione Ferrara.
Il presidente della SPAL, Paolo Mazza, lo promuove titolare in un campionato che riserverà alla SPAL la retrocessione. Dopo 34 partite, viene riconfermato titolare in Serie B e nell'estate del 1955 scoppia uno scandalo che coinvolge Udinese e Catania; pertanto la SPAL e conseguentemente Ferraro giocano il successivo campionato in Serie A. Nella terza partita di campionato, il 30 settembre 1956, in un banale contrasto con il sampdoriano Mario Tortul si infortuna gravemente e per lui il campionato praticamente finisce lì perché poi ritornerà in campo solo il 17 giugno 1957 per l'ultima partita, contro il Padova.
Riprova l'anno successivo, e gioca le prime 15 partite di campionato non riuscendo ad esprimersi ai livelli precedenti. Infine nel campionato seguente, il 12 ottobre 1958, nella partita SPAL-Inter Antonio Valentín Angelillo, da lui marcato, segna 5 delle 8 reti che il portiere spallino Lidio Maietti incassa in quella giornata; per lui ancora una partita, contro la Lazio, ed il campionato non lo vede più in campo.
Ferraro ha giocato complessivamente 93 gare in Serie A.

### Allenatore
A 28 anni resta nei ranghi della SPAL e poi si ritira ed inizia una carriera di allenatore a livello dilettantistico nel ferrarese - dove nel frattempo si era stabilito - e nel vicino Veneto. Allena l'Argentana portandola allo spareggio per la categoria superiore; ottiene risultati di rilievo anche con il Contarina, il Comacchio, il Masi Torello e il Boccaleone. Ha inoltre allenato le giovanili della Spal. Ha allenato, pure, il Catania, ottenendo una promozione in Serie C.

## Vita privata
Suo figlio, negli anni ottanta, ha sposato la figlia di Giovan Battista Fabbri, suo ex compagno di squadra nella SPAL e successivamente allenatore di Lanerossi Vicenza, Ascoli, Cesena e Catania in Serie A.